# 2002 a légi közlekedésben
Ez a lista a 2002-es év légi közlekedéssel kapcsolatos eseményeit tartalmazza:

## Események

### január
- január 31. – Az Antonov légitársaság An–225 Mrija-ja „újjászületését” követő első útján Stuttgartból Ománba repül, fedélzetén a közel-keleti országokban állomásozó amerikai csapatoknak szánt 187,5 t. élelmiszerrel.[1]

### április
- április 15. – Dotdae-hegy, Puszan közelében. Az Air China légitársaság 129-es számú járata, egy Boeing 767-2J6ER típusú utasszállító repülőgép hegyoldalnak ütközik. A járaton utazó 155 utas és 11 fő személyzet tagjai közül 129-en életüket vesztik, 37 fő megsérül, de túléli a balesetet. 2018. szeptemberéig bezárólag, ez az országban történt leghalálosabb légi közlekedési baleset.[2]

### Július
- július 1. – Az überlingeni légi baleset, amikor egy orosz utasszáltó és egy német teherszállító repülőgép összeütközött a levegőben, megölve ezzel 71 embert. A balesetet a légiirányítás okozta.[3][4]

## Első felszállások

### Január
- január 15. – Millennium Jet SoloTrek XFV
- január 15. – Airbus A318
- január 23. – IITB PADD Micro (léghajó)

### Február
- február 11. –  Airbus A340–500
- február 16. –  WD D5 Evolution
- február 19. –  Embraer 170
- február 27. –  Cessna 680 Citation Sovereign

### Március
- március 4. – Van's RV–9
- március 7. – Aviat Husky Pup
- március 28. – AATG AT–10 (léghajó)

### Április
- április 4. – Sikorsky MH–60R Seahawk
- április 21. – Irkut A–002
- április 26. – Extra 500
- április 29. – JAS 39C Gripen

### Május
- május 18. – Tomair Cobra Arrow
- május 22. – Zlin Z 400 Rhino
- május 22. – Boeing X–45A[5]
- május 29. – Aceair Aeriks A–200
- május 31. – Toyota TAA–1

### Június
- június 1. – Aero L–159B
- június 22. – Tu–214VSZSZN
- június 28. – CAC J–10
- június 30. – SPAS–R1 (léghajó)

### Július
- július 1. – Pilatus PC–21
- július 9. – CargoLifter Scala
- július 11. – Adam A500
- július 18. – Boeing YAL-1A Airborne Laser
- július 31. – Boeing 747–400ER

### Augusztus
- augusztus 1. – Scaled Composites White Knight
- augusztus 5. – BAE Systems Hawk NDA
- augusztus 20. – KAI T–50 Golden Eagle
- augusztus 26. – Eclipse Aviation Eclipse 500
- augusztus 31. – Learjet 40

### Szeptember
- szeptember 20. – BAE Systems Harrier GR Mk 7A

### November
- november 9. – MVEN–1 Fermer
- november 30. – Sauper Aviation Papango

### December
- december 9. – DA42 Twin Star
- december 12. – Grob G 140TP